# همت أباد (اسفندار)
همت أباد (بالفارسية: همت‌آباد) هي قرية تقع في إيران في قسم اسفندار الريفي.